# Cratere Von der Pahlen
Von der Pahlen è un cratere lunare di 53,89 km situato nella parte sud-orientale della faccia nascosta della Luna.